# Брайън Хорокс
Сър Брайън Хорокс (на английски: Brian Gwynne Horrocks) е британски военачалник, генерал-лейтенант, участник в Първата и Втората световни войни.
Начело на 30-и корпус по време на Операция Маркет-Гардън, герой от битките в Египет от края на 1942 година – генерал-лейтенант Браян Хорокс е изключително популярен и обичан сред британските войници, които го наричат с прякора „Джорокс“.
По време на десанта през юни 1944 година е ранен.